# Stanislav Suledr
Stanislav Suledr (17. května 1897 Kamenný Most – 30. července 1945 Vinohradská nemocnice) byl československý legionář, důstojník protinacistický odbojář v období druhé světové války.

## Život

### Před první světovou válkou
Stanislav Suledr se narodil 17. května 1897 v Kamenném Mostu u Velvar v rolnické rodině Matěje Suledra a Anny, rozené Hanzlíkové. Mezi lety 1909 a 1915 studoval na české reálce v Lounech, kde rovněž odmaturoval.

### První světová válka
Stanislav Suledr byl v roce 1915 odveden do c. a k. armády a základní výcvik si odbyl u tyrolských císařských myslivců. Dne 2. března byl přeložen do Szegedu k pěšímu pluku 28 a poté odeslán na frontu, kde do konce roku působil jako velitel družstva a následně jako zástupce velitele čety. Mezi únorem a květnem 1917 studoval na škole pro důstojníky pěchoty v záloze v Mürzzuschlagu a poté bojoval jako velitel čety na italské frontě. Dne 1. srpna 1918 padl u Monte Asolone do italského zajetí, kde se přihlásil do Československých legií, kde od 23. téhož měsíce začal opět působit jako velitel čety. Zúčastnil se bitvy u Doss Alto. Do Československa se vrátil v prosinci 1918 v hodnosti poručíka.

### Mezi světovými válkami
Bezprostředně po návratu do vlasti se Stanislav Suledr zúčastnil jako velitel kulometné čety na jaře 1919 bojů s Maďary. V závěru téhož roku absolvoval kurz ve vojenské instrukční škole v Milovicích, kde poté do roku 1926 působil jako instruktor, od roku 1922 pak jako pobočník velitele. Sám během té doby absolvoval ekvitační kurz pro důstojníky pěchoty. I nadále s přestávkami pracoval ve vojenském školství. V září 1929 nastoupil studium na Vysoké škole válečné v Praze, již k 1. říjnu byl ale odeslán ke studiu na Vysoké škole válečné v italském Turíně, které úspěšně ukončil v červenci 1932. Po návratu byl přeložen do skupiny důstojníků generálního štábu k 1. říjnu 1932 byl převelen k velitelství 1. divize v Praze. Od 30. září 1934 vyučoval všeobecnou taktiku na Vysoké škole válečné v Praze. V květnu 1938 byl přidělen k 3. oddělení štábu velitelství III. sboru v Brně, v období všeobecné mobilizace na podzim 1938 sloužil jako náčelník štábu 19. divize v Třebíči. Po ní působil jako přidělený důstojník generálního štábu u velitelství VI. sboru ve Spišské Nové Vsi, od 31. ledna 1939 pak na Generálním ředitelství stavby dálnic v Praze. Během března 1939 vedl inspekční cestu pracovníků ředitelství do italského Milána, během které hlásil přesuny německých vojsk připravujících se k obsazení zbytku Československa. Dosáhl hodnosti podplukovníka.

### Druhá světová válka
Po německé okupaci pokračovalo působení Stanislava Suledra na Generálním ředitelství stavby dálnic v Praze až do roku 1941, kdy odešel do výslužby a začal pracovat pro pražskou firmu Primagro jako úředník. Vstoupil do protinacistického odboje v řadách Obrany národa konkrétně působil na Krajském velitelství Praha - jihovýchod. Postupně byla řada jeho spolupracovníků zatčena a popravena, ale nikdo Stanislava Suledra neprozradil. Na začátku roku 1942 převzal funkci náčelníka štábu Obrany národa. Na jeho stopu se gestapo dostalo díky nasazení konfidentů až na jaře 1944. Dne 1. června téhož roku byl zatčen, poté dva měsíce vězněn a brutálně vyslýchán v Petschkově paláci. Následně byl vězněn na Pankráci a od 7. února 1945 v terezínské Malé pevnosti. Zde se dožil konce druhé světové války, dne 7. května 1945 se v zuboženém stavu vrátil domů, ale hned druhý den byl hospitalizován ve Vinohradské nemocnici se skvrnitým tyfem, kterému 30. července téhož roku podlehl.

## Ocenění

### Vyznamenání
- Československý válečný kříž 1914–1918
- Řád sokola s meči
- Československá revoluční medaile
- Československá medaile Vítězství
- Medaglia de la Unita di Italia
- Medaglia de la Fatiche di Guerra

### Posmrtná ocenění
- Stanislav Suledr byl v roce 1947 in memoriam povýšen do hodnosti plukovníka generálního štábu
- Stanislavu Suledrovi byl in memoriam udělen Československý válečný kříž 1939